# Sociedade Bunsen Alemã de Físico-Química
A Sociedade Bunsen Alemã de Físico-Química (em alemão:  Deutsche Bunsen-Gesellschaft für Physikalische Chemie) foi fundada em 1894 em Kassel como Deutsche Elektrochemische Gesellschaft. Os membros fundadores foram Jacobus Henricus van 't Hoff, Wilhelm Ostwald e Walther Nernst. Em 1902 em memória de Robert Bunsen foi renomeada como Deutsche Bunsen-Gesellschaft für Angewandte Physikalische Chemie. Desde 1936 mantém sua denominação atual.
A sede da "Sociedade Bunsen" é localizada na Varrentrappstraße em Frankfurt am Main, estrada denominada em memória do químico Franz Varrentrapp. Seu arquivo está localizado no prédio do Museu Liebig em Gießen.

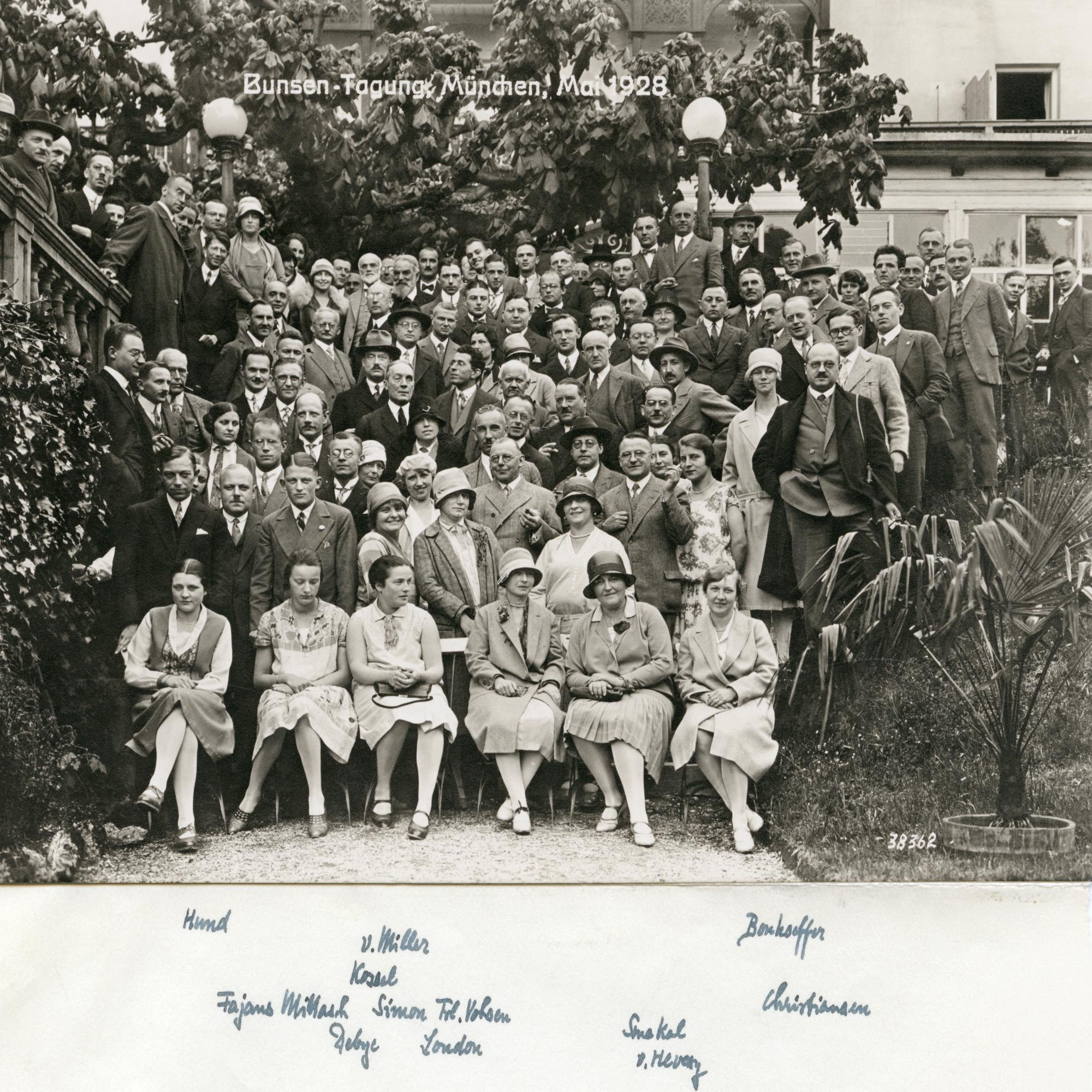
Conferência Bunsen em maio de 1928 em Munique

Desde 1894 ocorre anualmente em local variável na Alemanha e em países de língua alemã a "Conferência Bunsen", com cerca de 700 participantes.

## Medalha Bunsen
A sociedade premia cientistas com a Medalha Bunsen, lançada em 1907 mediante patrocínio de Henry Theodore Böttinger. Os agraciados foram:
- 1908 Friedrich Kohlrausch
- 1911 Ignatz Stroof
- 1914 Walther Nernst
- 1918 Carl Bosch, Carl Duisberg, Fritz Haber
- 1921 Gustav Tammann
- 1927 Benno Strauß
- 1929 Nikodem Caro, Alwin Mittasch
- 1936 Max Bodenstein, Gustav Pistor
- 1940 Rudolf Schenk
- 1944 Arnold Eucken
- 1948 Georg Grube
- 1950 Max Volmer
- 1951 Hans Joachim von Wartenberg
- 1953 Matthias Pier
- 1955 Karl Friedrich Bonhoeffer
- 1958 Paul Günther
- 1961 Carl Wagner
- 1965 Reinhard Mecke
- 1967 Wilhelm Jost
- 1970 Ernst Ulrich Franck
- 1972 Theodor Förster
- 1976 Heinz Gerischer
- 1977 Klaus Schäfer
- 1979 Erika Cremer
- 1981 Ewald Wicke
- 1983 Herberd Zimmermann
- 1986 Konrad Georg Weil
- 1988 Hermann Schmalzried
- 1990 Horst Sackmann
- 1992 Gerhard Ertl
- 1994 Hans Kuhn
- 1996 Gerd Wedler
- 1997 Walther Jaenicke
- 2000 Reinhart Ahlrichs
- 2003 Jürgen Wolfrum
- 2007 Michael Buback
- 2013 Horst Stegemeyer
- 2015 Hans-Joachim Freund
- 2020: Joachim Sauer

## Prêmio Nernst-Haber-Bodenstein
O Prêmio Nernst-Haber-Bodenstein é concedido pela Sociedade Bunsen Alemã de Físico-Química a jovens pesquisadores com até 40 anos de idade, por destacadas conquistas em físico-química, em memória de Max Bodenstein, Fritz Haber e Walther Nernst.